# Club de hockey de Haileybury
Le Club de hockey de Haileybury est également connu sous le nom des Comets de Haileybury ou encore les Miners de Haileybury. L'équipe, basée à Haileybury en Ontario au Canada, est une équipe professionnelle de hockey sur glace qui fait ses débuts en 1906. L'équipe participe également à la création de l'Association nationale de hockey.

## Histoire

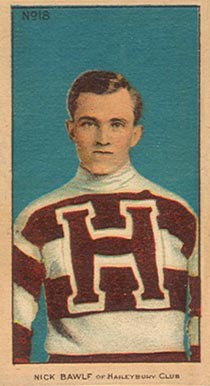
Nick Bawlf avec le maillot de l'équipe.

Le club de hockey de Haileybury est fondé en 1906 en tant que membre de la Ligue professionnelle de hockey du Témiscamingue (en anglais Timiskaming Professional Hockey League - TPL). La famille de John Ambrose O'Brien de Renfrew , qui possède également des mines et des voies ferrées, est à l'initiative de cette création. La TPHL est créée pour servir de divertissement aux mineurs de l'Ontario du Nord.
En 1909, Haileybury devient célèbre dans le milieu du hockey en recrutant des joueurs comme Con Corbeau, Skene Ronan ou encore Harry Smith des autres équipes de l’Ontario Professional Hockey League (OPHL) et de l’Eastern Canada Hockey Association (ECHA). À cette époque, les propriétaires des mines font de gros paris sur les résultats des rencontres et O'Brien en profite pour financer l'arrivée de nombreux joueurs.
En 1909, l'ECHA est au centre d'une bagarre politique. En effet, les Wanderers de Montréal viennent d'être achetés par Patrick J. Doran, qui décide de déplacer son équipe pour la faire jouer à l'Aréna Jubilée plutôt qu'à l'Aréna de Montréal. Ce déplacement réduit le nombre de places de moitié, passant de 7 000 à 3 250 places ; ainsi, les revenus alloués par match aux équipes visiteuses sont  réduits d'autant. Les propriétaires des autres équipes décident alors de dissoudre l'ECHA le 25 novembre 1909 et de former l'Association canadienne de hockey.
De son côté, O'Brien est envoyé par sa famille à Montréal pour rencontrer les dirigeants de l'ECHA afin de plaider la cause des Creamery Kings de Renfrew à qui les trustees de la Coupe Stanley refusent un match. O'Brien a le soutien de Jimmy Gardner joueur et représentant de Doran pour les Wanderers, mais il voit ses projets s'effondrer avec la dissolution de l'ECHA.
Les deux hommes se rencontrent à la sortie de Gardner de la réunion de dissolution de l'ECHA et décident de créer leur propre organisation, l'Association nationale de hockey. Ils forment officiellement la nouvelle ligue le 2 décembre 1909 avec les Wanderers, Renfrew, Cobalt ainsi que le Club de hockey de Haileybury ; quelques jours plus tard, le « Club Athlétique Canadien », plus connu sous le nom des Canadiens de Montréal, fait également son entrée dans l'ANH. 
L'équipe de Haileybury ne joue finalement que la saison inaugurale de l'ANH avec 4 victoires, 8 défaites, 77 buts inscrits contre 83 accordées aux adversaires. L'équipe compte alors dans ses rangs des joueurs comme Alex Currie, Art Ross, Paddy Moran et Skene Ronan. Une des victoires se solde sur le score de 15-3 contre les Canadiens, avec six buts de Currie et cinq de Nick Bawlf.
À la suite de cette saison, l'équipe quitte l'ANH et retourne jouer dans la TPHL pour la saison 1910-1911.

## Saison 1910

### Classement
| Clt   | Équipe                       | PJ | V  | D  | N | BP | BC  | Pts |
| ----- | ---------------------------- | -- | -- | -- | - | -- | --- | --- |
| +001, | Wanderers de Montréal        | 12 | 11 | 1  | 0 | 91 | 41  | 22  |
| +002, | Club de hockey d'Ottawa      | 12 | 9  | 3  | 0 | 89 | 66  | 18  |
| +003, | Creamery Kings de Renfrew    | 12 | 8  | 3  | 1 | 96 | 54  | 17  |
| +004, | Silver Kings de Cobalt       | 12 | 4  | 8  | 0 | 79 | 104 | 8   |
| +005, | Club de hockey de Haileybury | 12 | 4  | 8  | 0 | 77 | 83  | 8   |
| +006, | Shamrocks de Montréal        | 12 | 3  | 8  | 1 | 52 | 95  | 7   |
| +007, | Canadiens de Montréal        | 12 | 2  | 10 | 0 | 59 | 100 | 4   |

- Champion de la saison régulière

### Résultats des rencontres jouées
| Date        | Visiteur   | Score | Domicile   |
| ----------- | ---------- | ----- | ---------- |
| 18 janvier  | Cobalt     | 7-6   | Haileybury |
| 22 janvier  | Wanderers  | 2-4   | Haileybury |
| 25 janvier  | Haileybury | 2-3   | Shamrocks  |
| 29 janvier  | Haileybury | 4-11  | Ottawa     |
| 1er février | Haileybury | 3-8   | Wanderers  |
| 4 février   | Haileybury | 3-6   | Renfrew    |
| 7 février   | Haileybury | 5-9   | Canadiens  |
| 9 février   | Ottawa     | 8-4   | Haileybury |
| 12 février  | Shamrocks  | 6-12  | Haileybury |
| 22 février  | Renfrew    | 11-5  | Haileybury |
| 26 février  | Canadiens  | 3-15  | Haileybury |
| 15 mars     | Haileybury | 14-9  | Cobalt     |